# Torbjörn Hultcrantz
Johan Torbjörn Hultcrantz (* 2. Mai 1937 in Stockholm; † 18. Januar 1994) war ein schwedischer Kontrabassist des Modern Jazz.

## Leben
Hultzcrantz, der in Bromma aufwuchs, erhielt zunächst Klavierunterricht von seiner Mutter, einer professionellen Klavierlehrerin. Erst 18-jährig begann er, auf dem Bass zu spielen. Bereits 1956 gehörte er zur Band von Lars Gullin, mit der er ebenso aufnahm wie mit Åke Persson oder dem Ensemble des Jazz Club 57. Am Beginn der 1960er Jahre trat er mit dem Pianisten Lasse Werner auf, der mit Bernt Rosengren das Swedish Jazz Quartet bildete. In den nächsten Jahren begleitete er zudem, meist mit Sune Spångberg, durchreisende Amerikaner wie Bud Powell, Dexter Gordon (The Rainbow People) oder Stan Getz (In Sweden 1958–60), sowie Don Cherry und Albert Ayler (The First Recordings), mit denen er die Anfänge des Free Jazz erkundete.
Seit 1968 spielte er ebenfalls im Quartett von Bernt Rosengren, zu dem noch der Saxophonist Tommy Koverhult und Schlagzeuger Leif Wennerström gehörten. Weiterhin begleitete er Nannie Porres, Torgny Björk und Claes-Göran Fagerstedt. Auch gehörte er zu Stefan Isakssons Quartett und zu Krister Anderssons Gyllene Skiva, mit dem das Album About Time entstand (veröffentlicht 1993). 1978 wurde er Mitglied des Trios von Per Henrik Wallin, das zehn Jahre unterwegs war.

## Diskographische Hinweise
- Mongezi Feza / Bernt Rosengren: Free Jam 1972 (Ayler, 1972) mit Tommy Koverhult, Leif Wennerström, Okay Temiz
- Per Henrik Wallin Trio (1979, mit Erik Dahlbäck)
- Bernt Rosengren Big Band (1980)
- Per Henrik Wallin Trio: Coyote (Dragon, 1986/87, ed. 1998)
- Don Cherry: Movement Incorporated (Anagram Records, rec. 1967, ed. 2005, mit Maffy Falay, Brian Trentham, Bengt Nordström, Bernt Rosengren, Tommy Koverhult, Leif Wennerström, Okay Temiz)